# Astronomija u 2021.
◄◄ | ◄ | 2018. | 2019. | 2020. | 2021.  | 2022. | 2023. | 2024. | ► | ►►
Arhitektura • Astronautika • Astronomija • Biologija • Film • Fotografija • Glazba • Kazalište • Kemija • Kiparstvo • Knjige • Književnost • Kršćanstvo • Meteorologija • Medicina • Planinarstvo • Politika • Pravo • Promet • Slikarstvo • Strip • Šport • Televizija • Znanost • Zrakoplovstvo • Željeznički promet
Astronomija u 2021.

## Astronomske pojave
- 10. lipnja − prstenasta pomrčina Sunca[1]
- 8. kolovoza – uočen novi izboj nove RS Ophiuchi[2]
- 4. prosinca − potpuna pomrčina Sunca[1]

## Vanjske poveznice
|  | Zajednički poslužitelj ima još gradiva o temi Astronomija u 2021. |